# Mikroregion Porto Alegre

Mikroregion Porto Alegre

Mikroregion Porto Alegre – mikroregion w brazylijskim stanie Rio Grande do Sul należący do mezoregionu Metropolitana de Porto Alegre. Ma powierzchnię 5.606,0 km²

## Gminy
- Alvorada
- Araricá
- Cachoeirinha
- Campo Bom
- Canoas
- Eldorado do Sul
- Estância Velha
- Esteio
- Glorinha
- Gravataí
- Guaíba
- Mariana Pimentel
- Nova Hartz
- Nova Santa Rita
- Novo Hamburgo
- Parobé
- Porto Alegre
- São Leopoldo
- Sapiranga
- Sapucaia do Sul
- Sertão Santana
- Viamão